# Ovejas y lobos
Ovejas y lobos (Волки и овцы: бе-е-е-зумное превращение en V. O., transl.: Volki i ovtsy. Beeezumnoe prevrashchenie) es una película de animación rusa de 2016 dirigida por Andrey Galat y Maxim Volkov estrenada el 5 de abril de 2016.
La película iba a ser estrenada en 2015, pero debido a unos problemas de producción se estrenó en 2016.

## Argumento
Cuando Ziko, una oveja se encuentra con Gray, un lobo, en el prado mientras realizaba fotos, huye hacia su poblado para dar el aviso a las demás ovejas. En consecuencia, el líder del rebaño prohíbe al resto traspasar la linde con la pradera norte. Por otro lado, Magra, líder de la manada ha decidido retirarse y elige a dos candidatos para sucederle: el feroz Ragear y el propio Gray, el cual es el único en desafiarle en un duelo. Sin embargo, la actitud inmadura de este entra en conflicto con Bianca, su novia, preocupada porque no pueda tomarse en serio tal responsabilidad. Con la esperanza de cambiar, Gray opta por una decisión drástica: "cambiar" en el sentido literal, por lo que tras un encuentro con una liebre gitana que le ofrece una poción, este se convierte en un carnero.
Obviamente, es perseguido por quienes fueron sus compañeros y decide huir. En el transcurso de la persecución, sufre un golpe en la cabeza y pierde el conocimiento. Una vez recupera la consciencia, descubre que ha sido acogido por la comunidad ovina, los cuales le dan la bienvenida, salvo el propio Ziko, el cual sospecha en todo momento de la llegada del nuevo huésped. Entre las ovejas destacan dos jóvenes corderos: Shia y un amigo que no dudan en meterse en líos. Una noche, estos deciden cruzar la pradera norte para poner a prueba una "táctica" que Gray les enseñó. Una vez llegan a un desfiladero, ven como en lo alto Magra y Ragear discuten sobre quién debería ser el líder de la manada, pero cuando este primero le comunica que ha decidido postponer su jubilación ante la posibilidad de que Ragear abuse de su poder, en un momento de ira, tira al todavía líder para hacerse con el cargo. Horrorizados, los dos corderos deciden huir, sin embargo Ragear da caza a Shia y lo mantendrá como rehén hasta decidir qué hacer con él. Finalmente regresa con la manada para comunicar el fallecimiento de Magra tras sufrir un "accidente" en el desfiladero, sin embargo Bianca es la única que sospecha de la versión del autoerigido líder.
Tras asumir su responsabilidad en el suceso, Gray decide volver hasta dónde una vez fue su hogar y rescatar a Shia con la ayuda de Moz, una oveja que quiere impresionar a Lyra, sin embargo resulta innecesario, puesto que el "carnero" (i. e. lobo) consigue rescatar a la cría sin la ayuda de este último tras perder el conocimiento. Por otro lado, y a pesar del éxito de la misión, es reconocido por uno de los lobos leales a Ragear. A la mañana siguiente todos celebran la vuelta de Shia, salvo Gray, quien empieza a echar de menos a Bianca y decide volver para reencontrarse con la loba, la cual le revela la muerte de Magra y el ascenso al poder de Ragear. En ese momento, Ziko, oculto entre los arbustos aprovecha para realizar una foto para demostrar a todos que Gray no es tan de fiar como parece. Para más inri, Bianca rechaza definitivamente a Gray y le pide que no vuelva
Mientras, en la manada, Ragear es informado del acto de Gray y pide a los lobos que se preparen para asaltar el rebaño con el objetivo de eliminar las escaramuzas ovinas. Por otro lado, todas las ovejas descubren el secreto de Gray, por lo que decide largarse al bosque. Allí se reencuentra con la liebre, la cual en todo momento intenta evadirle hasta que llegado el momento le comunica que los lobos le han declarado la guerra a las ovejas. Por otra parte, los efectos de la poción podrían ser permanentes si no pone remedio. Tras volver sobre sus pasos, convence a las ovejas de que se preparen ante la llegada de los lobos.
Con el tiempo echándose encima, las ovejas construyen máquinas con las que hacer frente a los invasores, los cuales consiguen entrar en la aldea, aunque son finalmente repelidos. Tras ordenar la retirada, Gray lleva a las ovejas hacia una cueva con el objetivo de atraer a los lobos y dejarlos encerrados a medida que esta empieza a inundarse a causa de una grieta, por lo que los lobos se enfrentan a una muerte segura hasta que Gray pide ayuda a las ovejas para liberar la entrada. Con este acto, Gray se gana el respeto de la manada, salvo por Ragear, con el que se enfrenta en un duelo. Durante la pelea, Bianca y la liebre llegan a la zona y le lanzan a Gray un frasco de rocío mágico que supuestamente le debería devolver a su estado original no siendo así.
Tras verse confundido al no haber hecho reacción, Gray no ve venir como Ragear le ataca con una gran roca y piedras hasta que finalmente vuelve a ser un lobo. El duelo prosigue hasta que Ragear, para tomar una nueva posición para el ataque, se posa sobre una rama que se quiebra por el peso, por lo que finalmente cae por una cascada. Ante esto, Gray se convierte en el nuevo líder de la manada y se casa con Bianca en una ceremonia en la que ovejas y lobos inician nuevas relaciones.

## Reparto

### Lobos
| Personaje(s) | Actor de voz (ruso)  | Actor de doblaje (inglés) | Actor de Doblaje (Español Latino) |
| ------------ | -------------------- | ------------------------- | --------------------------------- |
| Grey         | Alexander Petrov     | Tom Felton                | Adrián Uribe                      |
| Bianca       | Elizaveta Boyarskaya | Ruby Rose                 | Marcela Kloosterboer              |
| Magra        | Sergei Bezrukov      | Jim Cummings              | Sebastián Rulli                   |
| Ragear       | Andrey Barkhudarov   | Rich Orlow                | German Kraus                      |
| Skinny       | Yuriy Tarasov        | Thomas Ian Nicholas       | Guido Kaczka                      |
| Hobbler      | Yuriy Menshagin      | Lex Lang                  | Arturo Peniche                    |

### Ovejas
| Personaje(s) | Actor de voz (ruso) | Actor de doblaje (inglés) | Actor de Doblaje (Español Latino) |
| ------------ | ------------------- | ------------------------- | --------------------------------- |
| Lyra         | Katya Iowa          | China Anne McClain        | Ana Barbara                       |
| Ziko         | Yuriy Galtsev       | Ross Marquand             | Cristián de la Fuente             |
| Moz          | Diomid Vinogradov   | Peter Linz                | Eugenio Derbez                    |
| Cliff        | Andrey Rozhkov      | Jim Cummings              | Facundo Espinoza                  |
| Belgur       | Nikita Prozorovskiy | Tyler Bunch               | Kalimba                           |
| Baron        | Aleksandr Noskov    | Jim Cummings              | Sergio Goyri                      |
| Shia         | Yekaterina Semenova | Alyson Leigh Rosenfeld    | Martina Stoessel                  |
| Xavi         | Irina Vilenkina     | Sarah Natochenny          | Irina Baeva                       |
| Ike          | Eduard Dvinskikh    | Marc Thompson             | Michael Peña                      |
| Louis        | Dmitriy Filimonov   | J. B. Blanc               | Rene Strickler                    |

## Concepto
La producción estuvo inspirada en la fábula alemana: El lobo y las siete cabritillas y en la expresión: "lobo con piel de cordero". Maxim Volkov explicó que tanto su equipo artístico como la productora concibieron esta idea mediante la fórmula del cambio de cuerpo y que ha sido explotada en varias historias cómicas. El filme retransmite mensajes de amistad y el conflicto con aquellos que se encuentran en contra de determinados grupos.
De acuerdo con el cineasta, las ovejas son descritas como elfos o hobbits mientras que los lobos son nómadas beligerantes: "era importante para nosotros establecer contrastes, puesto que el protagonista pasa a ser de un lobo a un carnero, por lo que adquiere las cualidades de las ovejas en detrimento de sus características como lobo."

## Producción
La producción de Ovejas y lobos llevó un proceso de cinco años y tuvo un coste de 230 millones de rublos. En cuanto al guion, se tardó más de dos años en finalizarlo. Neil Landau, quien colaborase en Snezhnaya koroleva (también de Wizart Film) se unió al equipo de guionistas junto con Vladimir Nikolaev. El proceso empezó en Vorónezh y contó con la colaboración de varias compañías extranjeras de Nueva Zelanda, India y Estados Unidos entre otras. Por aquel entonces, Wizart estuvieron en Nueva Zelanda y Escocia grabando Snezhnaya koroleva 2 con un compositor francés. La producción estuvo compuesta por entre quince y diecisiete departamentos integrados por equipos de entre cinco y doce personas.
En cuanto a los personajes, el diseño de la lana de las ovejas supuso todo un reto para los animadores. De acuerdo con Volkov: trabajar con la lana fue un desafío para estos. Los personajes con el pelaje lacio solo tenían dos capas, mientras que los personajes ovinos tenían varias, por lo que se diseñaron primero a los lobos. La cantidad de lana dependía de la distancia a la que quedaban enfocados las ovejas con el objetivo de conseguir una textura lo más natural posible. Otras escenas complicadas fueron la secuencia de la lucha de las ovejas y la animación del plumaje de Cliff.
Los movimientos labiales se animaron acorde con el doblaje en inglés, detalle que fue alabado por la publicación rusa: Weburg. This was noticed and praised in a review of the film by Russian publication Weburg.

## Recepción
Las críticas recibidas fueron en general dispares: Desde IMDb valoraron la producción con una nota de 7 de 10 y fue comparada con Kung Fu Panda, aunque declaró que "el argumento dista de ser original, aunque sobresale por lo bien ejecutado". En cuanto a la audiencia, consideró que tanto niños como adultos podrían disfrutar del film, en el caso de estos últimos por las referencias culturales.
Olivier Bachelard del medio francés Abus de Cine alabó los efectos visuales y la animación fluida y la "impresionante" gama de colores y comentó que el público infantil podría disfrutar de la historia, sin embargo, se mostró más crítico con escenas que él consideró "innecesarias" aparte de la caracterización de los personajes, en especial al "grotesco estilo del cabello" de los mismos.
Más crítico se mostró David Bernal, de la revista Cinemanía, quien valoró la película con una sobre cinco estrellas, y comentó lo siguiente: "Uno de los guiones más caóticos y uno de los diseños menos afortunados que hemos visto en mucho tiempo (...) aburrirá a adultos y niños por igual (...)".
Los críticos de habla rusa notan en la caricatura una trama directa pero claramente estructurada, un estudio exhaustivo de los personajes y la identidad comparativa del proyecto [18] [20] [22] . En su revisión, Boris Ivanov elogió la imagen por un nivel decente para el cine ruso , sus gráficos y animación, aunque hubo algunas deficiencias en la dirección, expresadas en la falta de dimensionalidad en la narrativa, Ivanov también se refiere a las debilidades de la caricatura con préstamos frecuentes, personajes secundarios y algunas bromas. , la trivialidad de la idea principal de la amistad de los herbívoros con los carnívoros [22] . El desarrollo de la acción es rápido, debido a que no siempre es posible sentir escenas importantes a las que no se les presta la debida atención en términos de saturación emocional, la narración se arruga, lo que se siente especialmente al comienzo de la imagen [22] . Alexey Mazhaev señala que la caricatura está al nivel de los patrones de animación occidentales, aunque la cantidad de humor y drama para adultos en la cinta es menor que en películas similares de DreamWorks y Walt Disney Pictures [14] . Mazhaev señala que los animales en la película animada están en un nivel civilizado bastante alto, y la falta de elaboración por parte de los guionistas de las transformaciones locas de un lobo en un carnero y viceversa "le da a la trama un encanto absurdo" [14] . "Lobos y ovejas" muestran convincentemente la superioridad del bien sobre el mal, sin caer en la moralización [14] . A pesar de cinco años de trabajo en la película, no salió tan bien como la animación de Disney [14] . Kirill Ilyukhin también cree que la trama de la película no es original, sino divertida e interesante para el público objetivo principal: los niños [24] . Según Ilyukhin, la trama con el tema trillado de la transformación por mirar el mundo desde un ángulo diferente es el punto débil de la imagen [24] . Olesya Troshina afirma que la animación de "Lobos y ovejas" no es mala, pero no carece de defectos y asperezas, y el dibujo de animales en la cinta, aunque no alcanza el nivel de " Zeropolis " , está atento a los detalles [20] . Sin embargo, los paisajes son coloridos y se ven bien [20] . En el guion puedes ver referencias a obras como El Rey León , 300 espartanos , Shrek , Hedgehog in the Fog , y pinturas de Salvador Dali [14] [20] [24] .
La película animada estuvo en la cima de los estrenos más esperados del cine ruso en 2016 [33] . Además de Rusia y los países de la antigua Unión Soviética , la caricatura se estrenó en Oriente Medio , Mongolia, Turquía y Rumania, también se proyecta en Italia, España, China y Polonia [9] [33] [34] . Según el productor Yuri Moskvin de Wizart Animation, quien firmó un contrato con Flame Node y el Grupo Alibaba para promover la pintura, el mercado chino es clave para el alquiler de lobos y ovejas, el espectáculo planea llegar al público más amplio [28] [32] [35] . En la versión de la caricatura para el alquiler chino, los diálogos y las canciones se modifican parcialmente [25] [26] . El lanzamiento de la caricatura "Wolves and Sheep: Crazy Transformation" en China se espera para fines del verano de 2016 [35] . Se están negociando estudios en los Estados Unidos y Gran Bretaña para exhibirlos en estos países [28] [35] . En Kinopoisk "Wolves and Sheeps: Bez-e-zumny Transformation" tiene una calificación de 6.8 de 10, en IMDb  - 5.7 de 10. En la primera semana de distribución en Rusia, la caricatura "Wolves and Sheep" ingresó a los tres primeros en efectivo honorarios, y también se convirtió en uno de los proyectos rusos más exitosos en la taquilla internacional en 2016 [32] [36] [37] . Sin embargo, el sitio kinometro.ru considera que el inicio del alquiler de la película no tuvo mucho éxito: durante los primeros cuatro días de alquiler, la imagen recolectó 49.7 millones de rublos en el CIS , mientras que los analistas predijeron más de cien millones de rublos de colección [38] . En el extranjero, la imagen ocupó el tercer lugar en la taquilla búlgara, recaudando 33 mil euros durante el primer fin de semana [39] .

## Secuela
La película gozó de una segunda entrega titulada Sheeps & Wolves: Pig Deal que fue estrenada el 24 de enero de 2019.